# Катупота (підрозділ окружного секретаріату)
Підрозділ окружного секретаріату Катупота — підрозділ окружного секретаріату округу Курунегала, Північно-Західна провінція, Шрі-Ланка. Складається з 36 Грама Ніладхарі.